# Морозова, Надежда Фёдоровна
Наде́жда Фёдоровна Моро́зова (родилась 29 ноября 1996 года в Москве) — российская хоккеистка, вратарь. Выступала в женской сборной России. Двоюродная сестра российского хоккеиста Алексея Морозова.

## Биография
Пришла в хоккей благодаря своему двоюродному брату Алексею Морозову, известному российскому хоккеисту. Начала игровую карьеру в 11 лет, тренируясь в московском «Спартаке», провела там полтора года. Изначально была полевым игроком, затем стала вратарём. Дебютировала в 2010 году в открытом чемпионате Москвы среди юношей 1998 года рождения в составе клуба «Снежные Барсы», играла за сборную Москвы.
В 13 лет стала играть в команде мальчиков. В 16 лет дебютировала за клуб «Динамо Санкт-Петербург», отыграв там полтора года, затем провела полгода в клубе «Комета». После расформирования «Кометы» с сезона 2015/2016 выступает за красноярскую «Бирюсу».
Дебютировала в молодёжной сборной в Турнире четырёх наций в 2012 году. Играла на чемпионате мира среди молодёжных команд в 2012, 2013 и 2014 годах. Чемпионка Универсиад 2015, 2017 и 2019 годов. В 2016 году завоевала бронзовую медаль чемпионата мира в канадском Камлупсе, отразив более 30 бросков сборной Финляндии и взяв все послематчевые буллиты. Признана одной из трёх лучших хоккеисток сборной России по итогам чемпионата мира 2016 года.
17 августа 2020 стала игроком петербургского СК «Горный». С ноября 2020 года выступала за ХК «Динамо-Нева». 25 апреля 2022 года объявила о завершении игровой карьеры. 